# Jeon Jong-seo
Jeon Jong-seo (전종서?; Seul, 5 luglio 1994) è un'attrice sudcoreana, nota principalmente per il ruolo di Hae-mi in Burning - L'amore brucia.

## Biografia
Jeon Jong-seo nacque a Seul nel 1994, ma si trasferì in Canada con la famiglia quando era bambina. Dopo aver frequentato la scuola media ritornò in Corea del Sud e si diplomò in una scuola superiore. In seguito frequentò l'Università di Sejong per studiare cinema e teatro, ma decise di abbandonarla per seguire delle lezioni di recitazione e concentrarsi sulla sua carriera. Successivamente trovò un'agenzia disposta a rappresentarla e dopo soli tre giorni fece il provino per il ruolo della protagonista femminile nel film Burning. Venne scelta nonostante non avesse alcuna esperienza pregressa, né nel mondo del cinema né nel mondo della moda.
Jeon Jong-seo ha recitato nel film statunitense Mona Lisa and the Blood Moon. Negli Stati Uniti è rappresentata dalla United Talent Agency.

## Filmografia

### Cinema
- Burning - L'amore brucia (버닝?, BeoningLR), regia di Lee Chang-dong (2018)
- The Call (콜?, KolLR), regia di Lee Chung-hyun (2020)
- Mona Lisa and the Blood Moon, regia di Ana Lily Amirpour (2021)
- Yeon-ae ppajin romance (연애 빠진 로맨스?), regia di Jeong Ga-young (2021)
- Ballerina (발레리나?), regia di Lee Chung-hyun (2023)

### Televisione
- La casa di carta: Corea (종이의 집: 공동경제구역) – serie TV, 12 episodi (2022)
- Bargain - Trattativa mortale – serie TV, 6 episodi (2022)
- Wedding Impossible (웨딩 임파서블) – serie TV, 12 episodi (2024)
- Queen Woo (우씨왕후) – serie TV, 8 episodi (2024)

## Riconoscimenti
- 2021 – Baeksang Arts Award alla miglior attrice in un film per The Call[7]

## Doppiatrici italiane
Nelle versioni in italiano delle opere in cui ha recitato, Jeon Jong-seo è stata doppiata da:
- Eva Padoan in La casa di carta: Corea, Ballerina, Queen Woo
- Chiara Francese in Burning - L'amore brucia